# Atletica leggera ai Giochi della IV Olimpiade - Salto in alto da fermo
La gara del salto in alto da fermo dei Giochi della IV Olimpiade si tenne il 23 luglio 1908 a Londra, in occasione dei quarti Giochi olimpici dell'era moderna.

## Risultati

### Qualificazioni
I 20 iscritti hanno diritto a tre salti. I migliori quattro disputano i tre salti di finale. 
| Pos. | Atleta                   | Nazione     | Misura |
| ---- | ------------------------ | ----------- | ------ |
| 1    | Kōnstantinos Tsiklītīras | Grecia      | 1,55   |
| 1    | Ray Ewry                 | Stati Uniti | 1,55   |
| 3    | Frank Holmes             | Stati Uniti | 1,52   |
| 4    | John Biller              | Stati Uniti | 1,50   |
| 5    | Platt Adams              | Stati Uniti | 1,47   |
| 6    | Léon Dupont              | Belgio      | 1,42   |
| 6    | Walter Henderson         | Regno Unito | 1,42   |
| 6    | Wilhelm Blystad          | Norvegia    | 1,42   |
| 6    | Frank Irons              | Stati Uniti | 1,42   |
| 6    | Arthur Mallwitz          | Germania    | 1,42   |
| 6    | Alfred Motté             | Francia     | 1,42   |
| 12   | Allan Bengtsson          | Svezia      | 1,40   |
| 13   | Martin Sheridan          | Stati Uniti | 1,37   |
| 14   | Lancelot Stafford        | Regno Unito | 1,32   |
| 14   | Ludwig Uettwiller        | Germania    | 1,32   |
| -    | Alfred Flaxman           | Regno Unito | ND     |
| -    | Ernest Hutcheon          | Australasia | ND     |
| -    | George Barber            | Canada      | ND     |
| -    | Lawson Robertson         | Stati Uniti | ND     |
| -    | Henri Jardin             | Francia     | ND     |

### Finale
| Pos.    | Atleta                   | Età | Nazione     | Misura |
| ------- | ------------------------ | --- | ----------- | ------ |
| Oro     | Ray Ewry                 | 35  | Stati Uniti | 1,57   |
| Argento | John Biller              | 31  | Stati Uniti | 1,55   |
| Argento | Kōnstantinos Tsiklītīras | 20  | Grecia      | 1,55   |
| 4       | Frank Holmes             | 23  | Stati Uniti | 1,52   |
| 5       | Platt Adams              | 23  | Stati Uniti | 1,47   |
| 5       | Géo André                | 19  | Francia     | 1,47   |
| 5       | Alfred Motté             | 21  | Francia     | 1,47   |